# Rockkoncert
En rockkoncert er en koncert, hvor der optrædes med musik i de genrer, som er inspirerede af rock'n'roll-musik. Selvom en mangfoldighed af vokaler og instrumentelle stilarter kan udgøre en rockkoncert, karakteriseres de dog som regel ved grupper, som spiller med en elektrisk guitar, en elektrisk basguitar og trommer. 
Op gennem 1950'erne eksperimenterede flere amerikanske bands med nye musikformer, som fusionerede country, blues og swing, og de skabte dermed de tidligste eksempler på rock'n'roll. Skaberen af udtrykket "rock and roll" menes at være Alan Freed, en DJ, som organiserede mange af de første store rockkoncerter. Siden da har rockkoncerter været en fast bestanddel af underholdningen, ikke blot i USA, men over hele verden.  
Rockkoncerter bliver ofte forbundet med en speciel opførsel. Der bliver danset, råbt og sunget med, og demonstrativ udfoldelse fra musikernes side er heller ikke sjælden, selv om berømte grupper har undgået sådanne optrædener og i stedet har lavet koncerter, som fokuserer på selve musikken. Alligevel er rockkoncerter som regel omgivet af en munter atmosfære, både for bandet og for publikum.
Ligesom rockmusik i almindelighed er rockkoncerter et symbol på Amerikas svindende højtidelighed. Sådanne koncerter var afgørende for dannelsen af ungdommens identitet i Amerika i en tid med social revolution (1960'erne), og er fortsat med til at repræsentere elementer i samfundet, som ofte bliver set som "rebelske", specielt mod det "strikse" samfund i midten af det 20. århundrede. Den mest berømte rockfestival i 1960´erne var Woodstockfestivalen. Der bliver stadig afholdt millioner af rockkoncerter hvert år.